# Norg
Norg est un village situé dans la commune néerlandaise de Noordenveld, dans la province de Drenthe. Le 1er janvier 2008, le village comptait 3 737 habitants.
Norg était une commune indépendante jusqu'au 1er janvier 1998. À cette date, la commune fusionna avec Peize et Roden pour former la nouvelle commune de Noordenveld.

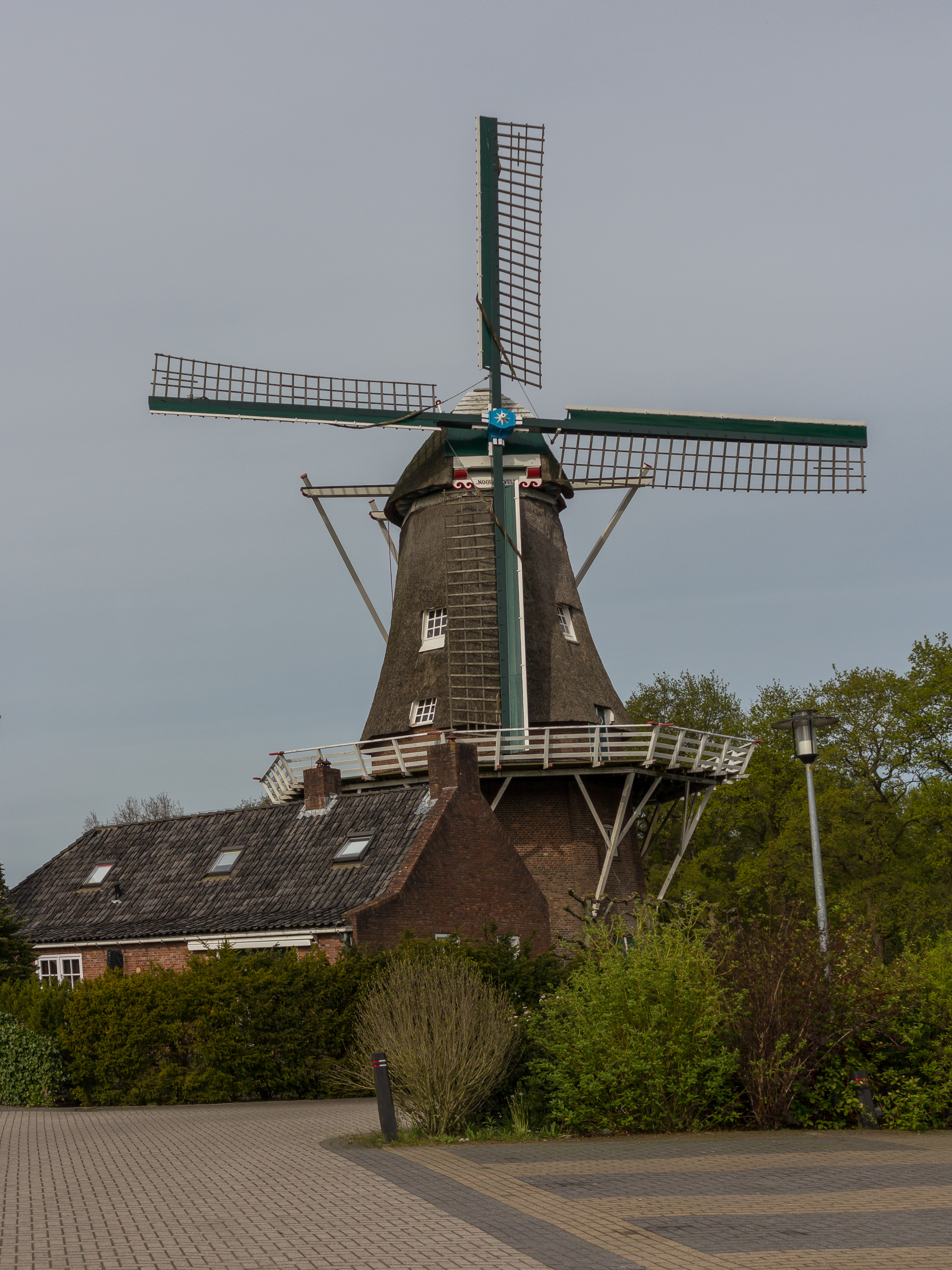
Moulin : korenmolen Noordenveld.

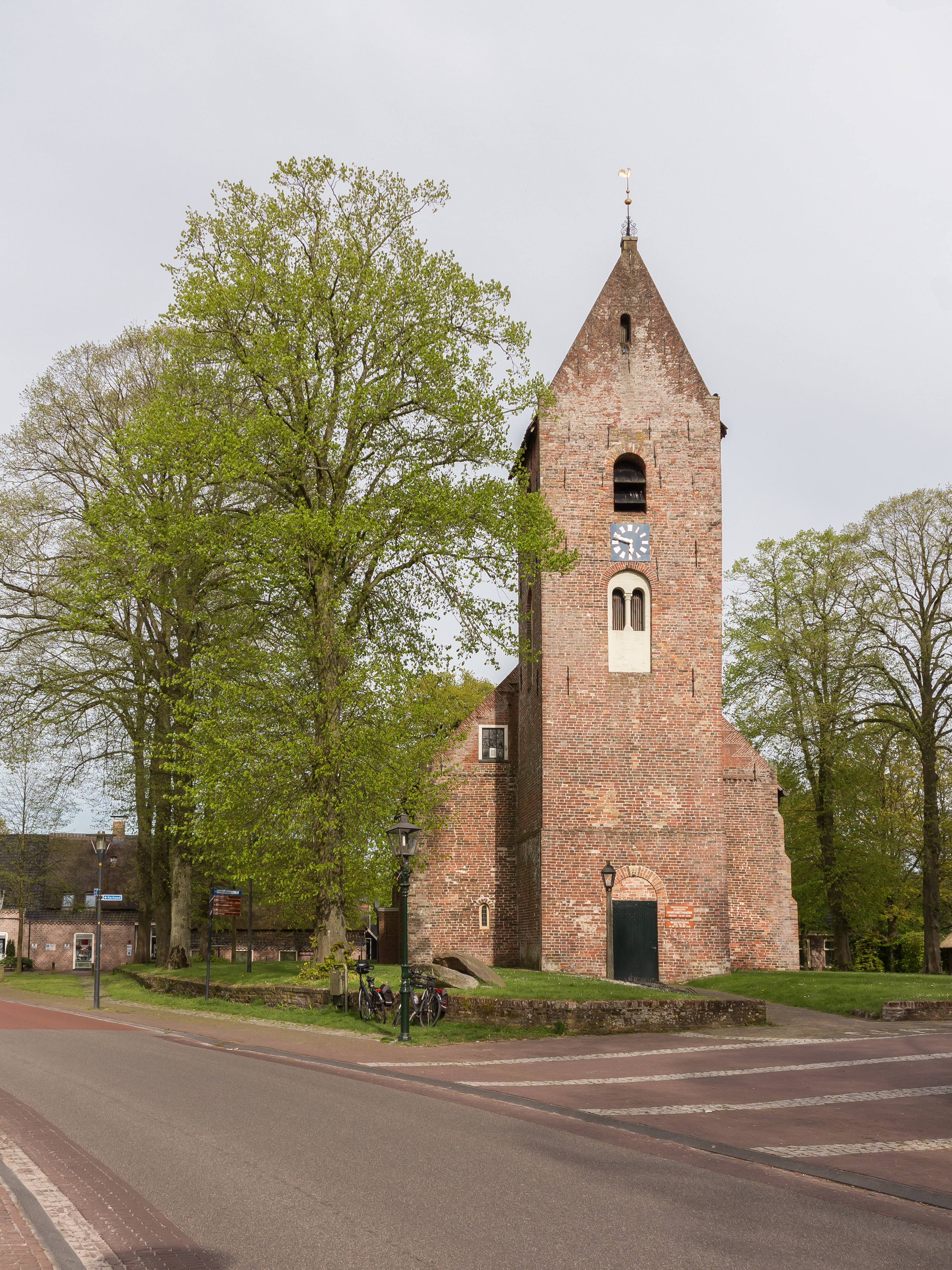
Église : de Sint Margaretakerk.

## Personnalités liées à Norg
- Joachimus Lunsingh Tonckens (1753-1821), homme politique néerlandais.